# Swift (Satellit)

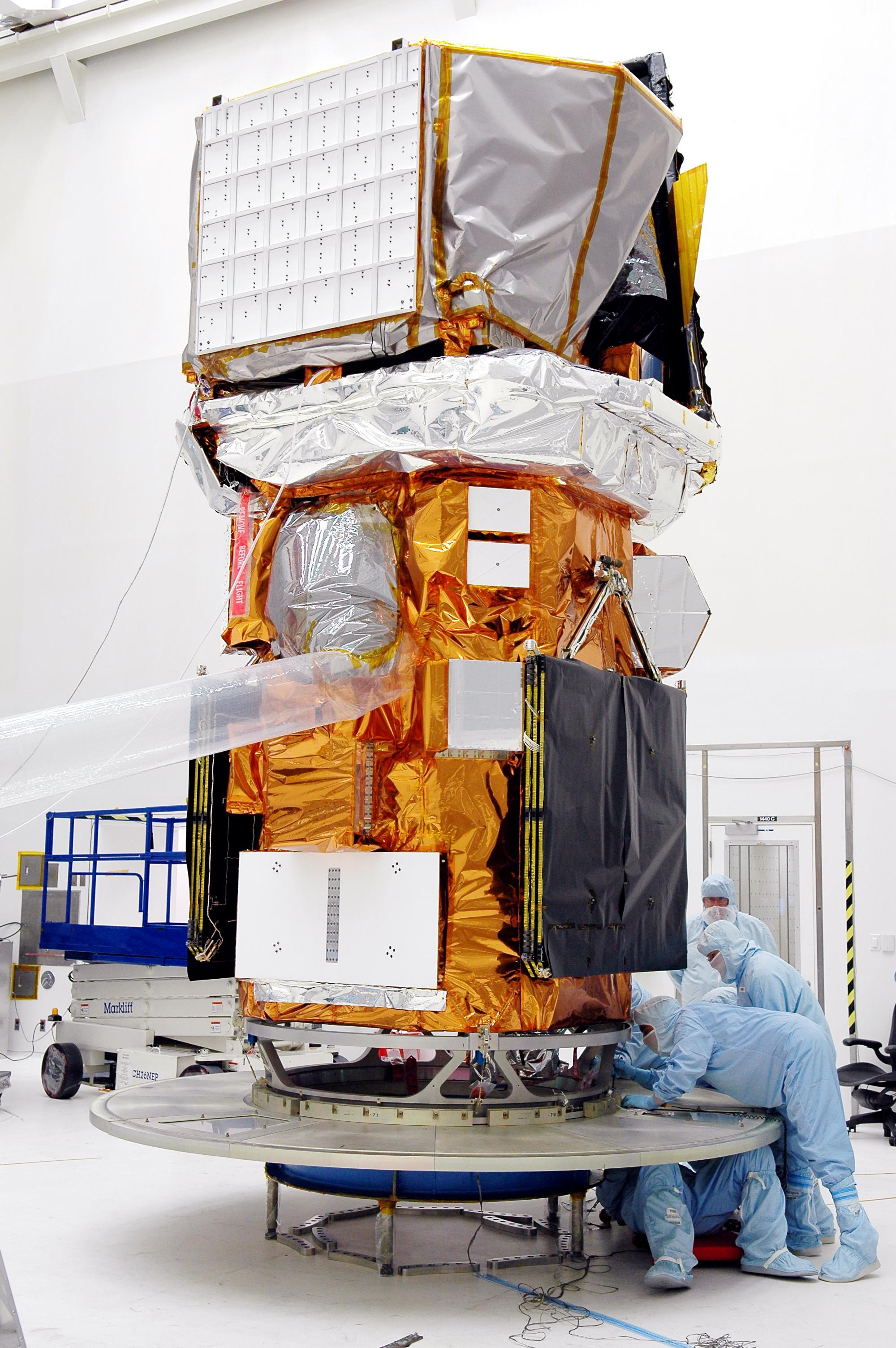
Swift bei den Startvorbereitungen

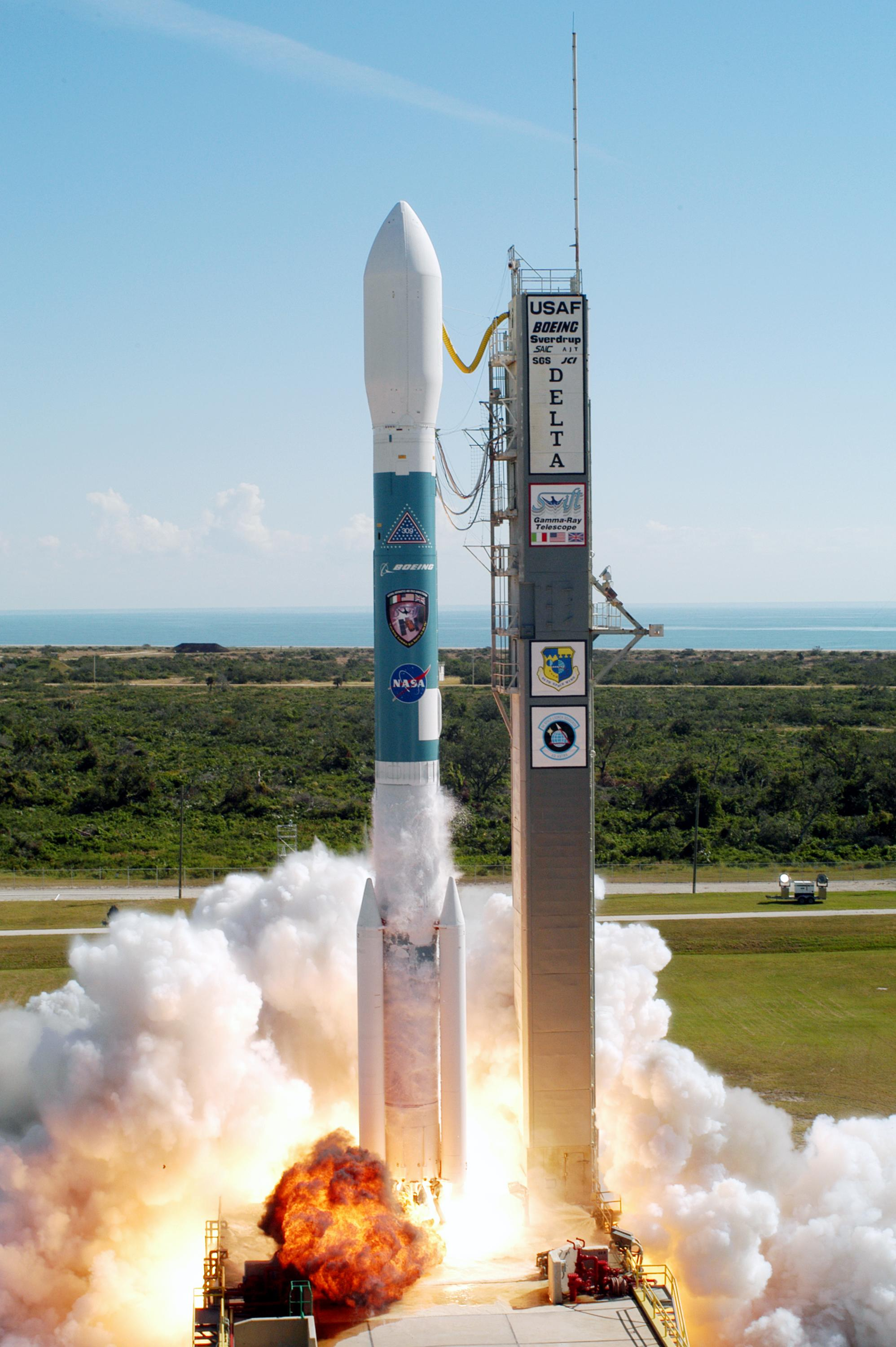
Zündung: Der Gammastrahlensatellit Swift startet am Bord einer Delta II 7320-10C.

Swift, offiziell Neil Gehrels Swift Observatory, auch Explorer 84 oder Swift Gamma Ray Explorer, ist ein Forschungssatellit der NASA mit britischer und italienischer Beteiligung, der Gammablitze detektiert und untersucht. Swift wurde am 20. November 2004 von Cape Canaveral mit einer Rakete des Typs Delta II 7320-10C gestartet und befindet sich in einem kreisförmigen Orbit ca. 600 km über der Erdoberfläche mit einer Bahnneigung von 20,6°.
Der 1470 kg schwere und 5,57 m hohe Satellit führt keine Verbrauchsmaterialien mit sich. Er wird durch zwei Solarzellenflächen mit 5,41 m Spannweite und 1040 Watt Leistung versorgt. Der Satellit war für einen Betrieb von etwa zwei Jahren ausgelegt, ist aber seit 2004 ununterbrochen in Betrieb.
Am 10. Januar 2018 gab die NASA bekannt, dass der Satellit, der bis dahin nur Swift hieß, in Neil Gehrels Swift Observatory umbenannt würde. Der Astronom Neil Gehrels war von Beginn an bis zu seinem Tode im Februar 2017 der leitende Wissenschaftler der Mission.

## Mission
Ziel von Swift ist eine schnellstmögliche und genaue Lokalisierung kurzlebiger Gammablitze. Damit sollen weitere Beobachtungen noch während des Nachleuchtens des Gammablitzes auf das richtige Objekt gelenkt werden können. Das Burst Alert Telescope (BAT) detektiert Gammablitze im Photonen-Energiebereich 15 bis 150 keV und hat ein weites Sichtfeld von ca. 2 Steradiant, es hat einen Winkeldurchmesser von etwa 90°. Ungefähr 100 Gammablitze sollen pro Jahr detektiert werden. Das Instrument kann die Position eines Gammablitzes am Himmel auf 1 bis 4 Bogenminuten genau bestimmen. Dadurch kann das X-Ray Telescope (XRT) auf die Quelle des Gammablitzes gerichtet werden und das Nachleuchten im Röntgenbereich untersuchen. Dieses Röntgenteleskop, das im Bereich von Photonenenergien von 300 eV bis 3 keV arbeitet, bestimmt die Position der Quelle auf 3 bis 5 Bogensekunden genau und nimmt auch Röntgenspektren auf. Schließlich kann das Ultraviolet/optical Telescope (UVOT), ein Teleskop mit 30 cm Spiegeldurchmesser, das im visuellen und ultravioletten Wellenlängenbereich (170 – 650 nm) arbeitet, auf die Quelle gerichtet werden und deren Position auf 0,3 Bogensekunden genau bestimmen. Auch Spektren werden mit diesem Teleskop aufgenommen.

## Beobachtungen (Auswahl)
- Am 4. September 2005 wurde der bis dahin stärkste je dokumentierte Gammablitz gemessen (Entfernung: ca. 13 Milliarden Lichtjahre).
- Am 18. Februar 2006 wurde mit 33 Minuten der bisher bei weitem längste Gammablitz von einem 440 Millionen Lichtjahre entfernten Objekt gemessen.
- Am 19. März 2008 wurde der bis dahin stärkste Gammastrahlenausbruch, katalogisiert als GRB 080319B, beobachtet. Er war 2,5 Millionen Mal heller als die leuchtstärkste bisher beobachtete Supernova.[5]
- Am 23. April 2009 wurde der am weitesten entfernte Gammablitz mit einer Entfernung von 13,1 Milliarden Lichtjahren registriert.[6]
- Am 21. Juni 2010 wurde der absolut stärkste Gammablitz mit dem Namen GRB 100621A registriert, dieser ließ die Messinstrumente von Swift kurzzeitig ausfallen.[7]
- Am 3. Juni 2013 wurde der Gammablitz mit dem Namen GRB 130603B registriert.[8]
- Am 22. Januar 2014 wurde mit dem Instrument UVOT die Supernova 2014J in der Galaxie M82 beobachtet – die seit 20 Jahren erdnächste Supernova.[9]
- Am 15. Juni 2015 wurde ein neuerlicher Ausbruch des Schwarzen Lochs V404 Cygni entdeckt. Die weitere Beobachtung führte zur Entdeckung von schnellen Helligkeitsschwankungen des Schwarzen Lochs im Bereich des sichtbaren Lichts.[10][11]